# 圣富瓦
圣富瓦（法語：Sainte-Foy，法語發音：[sɛ̃t fwa]）是法国卢瓦尔河地区大区旺代省的一个市镇，位于该省西南部，属于莱萨布勒多洛讷区。

## 地理
圣富瓦（46°32'43"N, 1°40'14"W）面积15.62 平方千米，位于法国卢瓦尔河地区大区旺代省，该省份为法国西部沿海省份，北起大西洋卢瓦尔省和曼恩-卢瓦尔省，西临大西洋，南至滨海夏朗德省，东部及东南部与德塞夫勒省接壤。
与圣富瓦接壤的市镇（或旧市镇、城区）包括：圣马蒂兰、格罗布勒伊、塔尔蒙-圣伊莱尔、莱萨布勒多洛讷、莱萨沙尔。

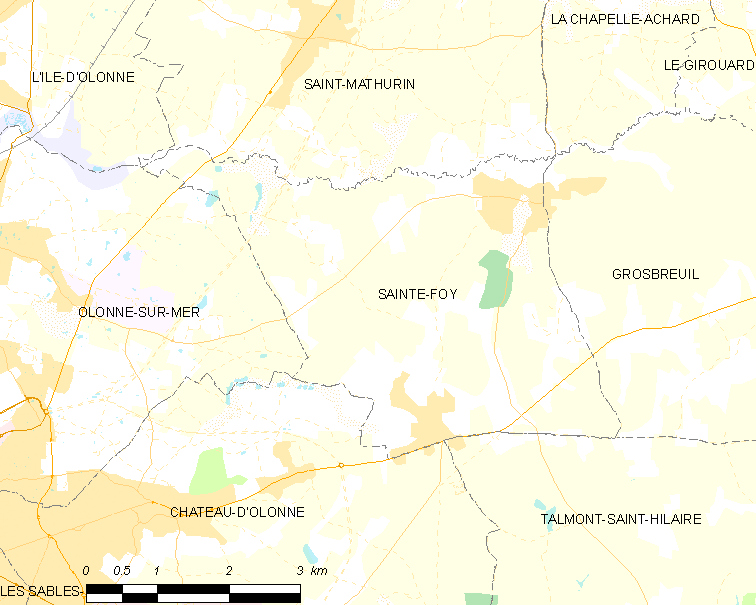
圣富瓦的OSM定位图

圣富瓦的时区为UTC+01:00、UTC+02:00（夏令时）。

## 行政
圣富瓦的邮政编码为85150，INSEE市镇编码为85214。

## 政治
圣富瓦所属的省级选区为塔尔蒙-圣伊莱尔县。

## 人口

1962-2008年间圣富瓦人口变化图示

圣富瓦于2022年1月1日时的人口数量为2592人。